# Volume 4: Songs in the Key of Love & Hate
Volume 4: Songs In The Key Of Love and Hate è il quinto album in studio del gruppo post grunge statunitense Puddle of Mudd, pubblicato l'8 dicembre 2009 con l'etichetta Flawless Records.

## Tracce
1. Stoned – 3:30
2. Spaceship – 3:14
3. Keep It Together – 3:52
4. Out of My Way – 4:02
5. Blood on the Table – 3:13
6. The Only Reason – 4:07
7. Pitchin' a Fit – 3:39
8. Uno Mas – 2:59
9. Better Place – 4:01
10. Hooky – 3:10

## Formazione
- Wes Scantlin - voce, chitarra ritmica
- Doug Ardito - basso
- Paul Phillips - chitarra solista
- Ryan Yerdon - batteria, percussioni